# Ntando Mahlangu
Ntando Mahlangu (Pretoria, 26 gennaio 2002) è un atleta paralimpico sudafricano specializzato nelle gare di velocità e nel salto in lungo e appartenente alla categoria T61.

## Biografia
Nato con emimelia fibulare, che causa il sottosviluppo della parte inferiore della gamba, nel 2012 ha subito l'amputazione di entrambi gli arti inferiori all'altezza del ginocchio. Ha iniziato a praticare l'atletica leggera paralimpica nel 2015 e l'anno successivo ha partecipato ai Giochi paralimpici di Rio de Janeiro 2016, dove ha conquistato la medaglia d'argento nei 200 metri piani T42 e la quinta posizione nei 100 metri piani T42.
Nel 2017 si è classificato secondo nei 200 metri piani T42 e decimo nei 100 metri piani T42 ai campionati mondiali paralimpici di Londra; l'anno successivo, a causa di modifiche alle classificazioni paralimpiche volute dal Comitato Paralimpico Internazionale, la sua categoria è passata da T42 a T61. La sua prima gara con la nuova classificazione è stato il campionato del mondo paralimpico di Dubai 2019, che lo ha visto trionfare nei 200 metri piani T61 con la medaglia d'oro, mentre nel salto in lungo T63 ha raggiunto la quarta posizione in classifica.
Nel 2021 ha preso parte ai Giochi paralimpici di Tokyo, dove ha conquistato due medaglie d'oro nei 200 metri piani T61 e nel salto in lungo T63, in quest'ultimo caso con la misura di 7,17 m, nuovo record mondiale paralimpico per la categoria T61.

## Palmarès
| Anno | Manifestazione       | Sede           | Evento             | Risultato | Prestazione | Note                                     |
| ---- | -------------------- | -------------- | ------------------ | --------- | ----------- | ---------------------------------------- |
| 2016 | Giochi paralimpici   | Rio de Janeiro | 100 m piani T42    | 5º        | 12"57       |                                          |
| 2016 | Giochi paralimpici   | Rio de Janeiro | 200 m piani T42    | Argento   | 23"77       |                                          |
| 2017 | Mondiali paralimpici | Londra         | 100 m piani T42    | 10º       | 29"97       |                                          |
| 2017 | Mondiali paralimpici | Londra         | 200 m piani T42    | Argento   | 23"95       | Miglior prestazione personale stagionale |
| 2019 | Mondiali paralimpici | Dubai          | 200 m piani T61    | Oro       | 23"23       |                                          |
| 2019 | Mondiali paralimpici | Dubai          | Salto in lungo T63 | 4º        | 5,82 m      |                                          |
| 2021 | Giochi paralimpici   | Tokyo          | 200 m piani T61    | Oro       | 23"59       |                                          |
| 2021 | Giochi paralimpici   | Tokyo          | Salto in lungo T63 | Oro       | 7,17 m      | Record mondiale                          |